# Alexander Heimann
Alexander Heimann (* 27. Juni 1937 in Ferenberg, Gemeinde Bolligen; † 28. Mai 2003 in Bern) war ein Schweizer Schriftsteller, der besonders als Krimi-Autor hervortrat.

## Leben und Werk
Alexander Heimann wurde 1937 in Ferenberg, einem Weiler am Fuss des Bantigers, geboren. Durch seine Eltern, den Mechaniker und späteren Schriftsteller Erwin Heimann und die Jugendbuchautorin Gertrud Heizmann, war er «literarisch vorbelastet». Nach seiner Lehre als Buchhändler blieb er dem Verlagswesen bis zu seiner Frühpensionierung im Jahr 2001 treu und arbeitete in London, Paris und Bern.
1999 heiratete Alexander Heimann Susy Schmid, die später ebenfalls als Krimiautorin hervortrat.
Am 28. Mai 2003 starb Heimann nach langer Krankheit in Bern.
Heimann publizierte seinen ersten Kriminalroman Lisi im Jahr 1980, der zum Bestseller avancierte und unter dem Titel Lisi und der General (1987) verfilmt wurde. Ihm folgten sieben weitere Kriminalromane, mehrere Erzählungen, Hörspiele sowie Sachbücher. Heimanns Literatur zeichnet sich durch Alltagsnähe, präzise Landschafts- und Milieuschilderung, psychologisierende Figurendarstellung sowie den Einbezug des Berner Dialekts in den hochdeutschen Text aus.

## Auszeichnungen
- Für seinen Roman Dezemberföhn (1996) erhielt Alexander Heimann 1997 den Deutschen Krimipreis.

Doch «für die Schweizer Kulturkommissionen existiere ich nicht», so Heimann in einem Interview mit der Boulevardzeitung Blick. «Der Krimi zählt für sie im weitesten Sinne zur Trivialliteratur und für die gibt es keine Literaturpreise.» Umso mehr konnte sich der Schweizer Autor über die Huldigung aus Deutschland freuen. 
- 2002 wurde Alexander Heimann erneut mit dem Deutschen Krimipreis für seinen Roman Muttertag (2001) ausgezeichnet, der vorab als Fortsetzungsgeschichte in der Berner Tageszeitung Der Bund erschienen war.

## Werke

### Kriminalromane
- Lisi. Edition Erpf, Bern 1980
- Die Glätterin. Edition Erpf, Bern 1982
- Bellevue. Edition Erpf, Bern 1984
- Nachtquartier. Edition Erpf bei Neptun, Kreuzlingen 1987
- Honolulu. Cosmos, Muri 1990
- Wolfszeit. Cosmos, Muri 1993
- Dezemberföhn. Cosmos, Muri 1996
- Muttertag. Cosmos, Muri 2001

### Sachbücher
- Bern, wie es isst und trinkt (mit Hans Erpf). Viktoria, Bern 1972
- D’Marzilibahn. Geschichte der Marzilibahn. Viktoria, Bern 1974
- Das Bärengraben-Buch. Geschichte des Berner Bärengrabens 1513–1575. Viktoria, Bern 1975
- Zu Gast in Bern (mit Hans Erpf). Stämpfli, Bern 1980

### Theaterstücke
- Höhenkoller. UA: Bern 1997

### Hörspiele
- Em Bär sy Heiwäg, Bern 1967
- Aus Samuel Eglis Tagebuch, Bern 1968
- Barrikade, Bern 1991